# 1. padalski karabinjerski polk »Tuscania«
1. padalski karabinjerski polk »Tuscania« (izvirno italijansko 1º Reggimento Carabinieri Paracadutisti "Tuscania" je padalska enota Korpusa karabinjerjev.

## Zgodovina
Polk je bil ustanovljen leta 1951 in nadaljuje tradicijo 1. padalskega bataljona Kraljevih karabinjerjev (1940–41), ki je deloval med drugo svetovno vojno.
Prvotno ime, 1. padalski karabinjerski bataljon »Tuscania«, je bilo 1. junija 1996 spremenjeno v današnji naziv, kljub temu pa ima enota le bataljonsko moč (okoli 550 pripadnikov).
Enota je izurjena za protigverilsko in protiteroristično bojevanje; pripadniki enote so tako delovali v Libanonu, Namibiji, Somaliji, Zahodnem Bregu, Bosni in Hercegovini, Kosovu, Afganistanu in Iraku. 
Enota je odgovorna tudi za zaščito italijanskih diplomatsko-konzularnih predstavništev ter za spremljanje diplomatskih misij na nevarnih področjih.
Pripadnost polku je pogoj za vstop v Gruppo di Intervento Speciale.